# Amalda novaezelandiae
Amalda novaezelandiae är en snäckart som först beskrevs av G.B. Sowerby II 1859.  Amalda novaezelandiae ingår i släktet Amalda och familjen Olividae. Inga underarter finns listade i Catalogue of Life.